# Sinclair QL
El Sinclair QL, (QL per Quantum Leap, 'salt quàntic'), va ser un ordinador personal de 16 bits llançat per Sinclair Research al gener de 1984. Posterior a l'èxit del ja famós ZX Spectrum, el QL fou elaborat com el pas següent cap al mercat dels programes domèstics i de la petita empresa.
El QL és el segon ordinador personal basat en processadors Motorola 680XX, seguint l'Apple Lisa però anterior a l'Apple Macintosh d'un mes, i l'Atari ST i el Commodore Amiga de diversos mesos. Mentre que les freqüències de rellotge eren comparables, una gran part del temps la Unitat Central de Procés romania a l'espera de l'ALU ZX8301, la qual cosa limitava molt fortament el QL.
El QL també va tenir problemes amb les unitats de Microdrive incorporades (utilitzades primer en el ZX Spectrum amb la ZX Interface 1). Encara que va ser un ordinador avançat al seu temps, amb integració de xarxa de sèrie, i era relativament bon mercat, no va tenir bones vendes i després de la fallida de Sinclair i la compra de l'empresa per Amstrad, Alan Sugar va anunciar que el considerava com sense interès (entre altres coses perquè era un competidor directe del seu ordinador Amstrad CPC 6128). El seu incòmode teclat en comparació amb el dels seus competidors, la falta de videojocs (com a motor de vendes) i sobretot la incorporació d'unitats de Microdrive, contra l'opinió dels seus creadors, contribuïren a la seva fallida.

## Història

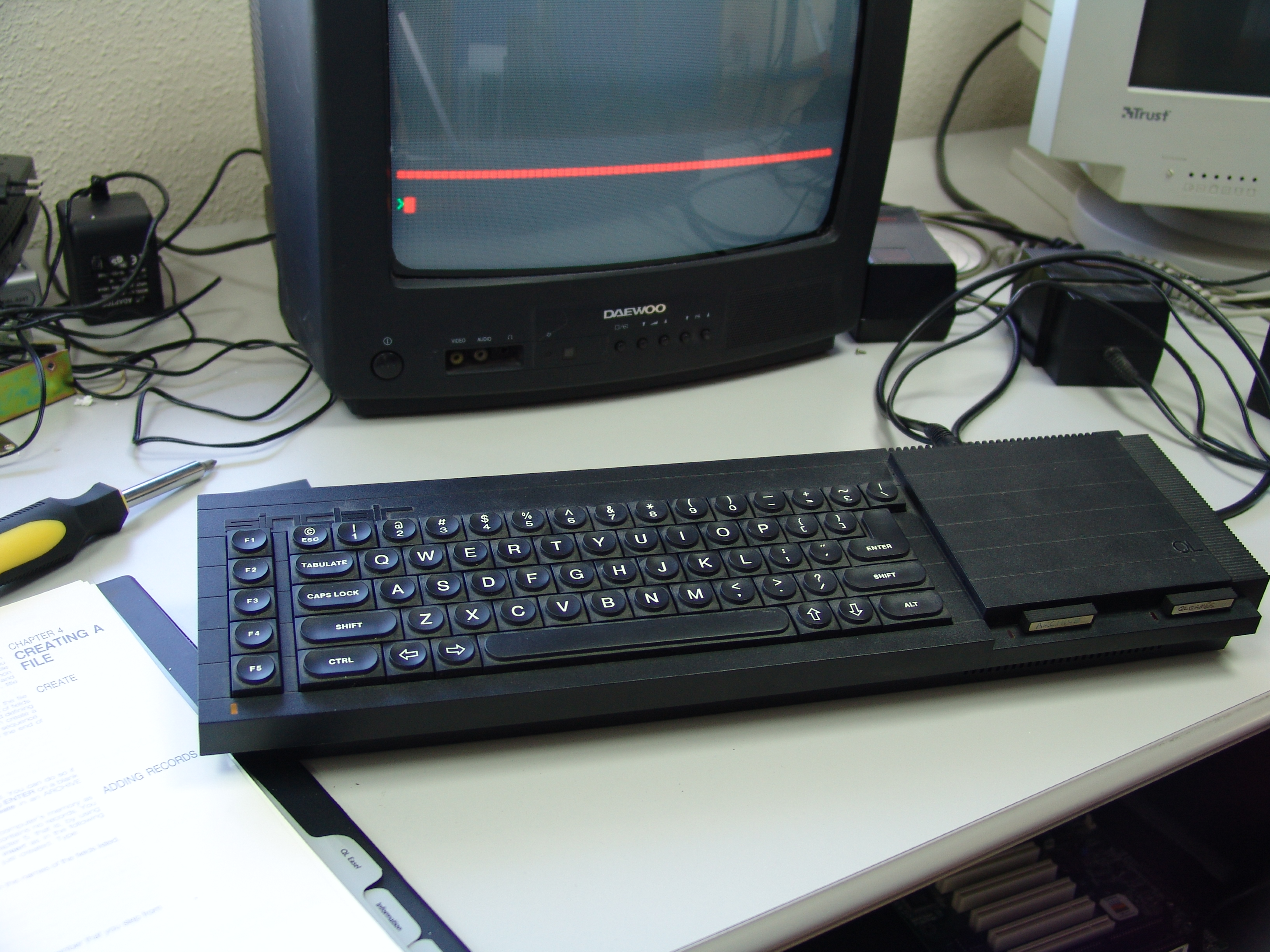
El Sinclair QL en funcionament.

El QL va ser el primer ordinador personal en el mercat de masses basat en la família de processadors Motorola 68000. Amb la producció precipitada, el QL va batre l'Apple Macintosh durant un mes, i el Atari ST un any. Mentre que les freqüències de rellotge eren comparables, el bus de dades de 8 bits i el «robatori de cicle» de l'ALU ZX8301 limitaven les prestacions del QL. Tanmateix, en el moment del seu llançament, el 12 de gener de 1984, el QL estava lluny d'estar preparat per a producció,puix que no hi havia cap protòtip de treball complet. Encara que Sinclair va començar a prendre comandes immediatament, amb la promesa d'entregament en 28 dies, els primers lliuraments als clients tan sols començaven, lentament, a l'abril. Això va aixecar moltes crítiques envers l'empresa i l'atenció de l'Advertising Standards Authority.
A causa del seu llançament prematur, d'ençà del principi el QL va ser ple de problemes. Els primers QLs produïts s'enviaven amb versions preliminars de microprogramari que contenien nombroses errors, sobretot en SuperBASIC. Una part del microprogramari es va dur posar en un cartutx extern de 16 KiB de ROM (també conegut com a «kludge» o «dongle»), fins que el QL va ser modificat per a acollir les necessàries 48 KiB de ROM interna, en lloc dels 32 KiB de primer prevists. El QL també patia de problemes de fiabilitat dels seu Microdrives. Aquests problemes van ser corregits més tard, pels enginyers de Sinclair, especialment en els models produïts per Samsung, així com per les empreses del mercat d'accessoris, com Adman Services i TF Services - al punt que diversos utilitzadors informen que els seus Microdrives QL (de Samsung) encara funcionen a la perfecció després de gairebé 17 anys de servei - però en tot cas, massa tard per a esmenar la imatge negativa que ja havien creat.
Encara que l'ordinador va ser promocionat com a avançat per a la seva època, i relativament bon mercat, ha fallat a vendre's bé, i la producció al Regne Unit ha estat interrompuda el 1985, a causa de la manca de demanda. Després que Amstrad adquirí les línies de productes informàtiques de Sinclair a l'abril de 1986, el QL es va suspendre oficialment. A part de les qüestions de la seva fiabilitat, el mercat empresarial de destinació s'estava unint a la plataforma d'IBM PC, mentre que la majoria dels propietaris del ZX Spectrum no estaven interessats a passar a una màquina que tenia una gamma molt reduïda de jocs. La persistència de Sinclair amb el Microdrive no estàndard i un teclat incòmode, no el va fer apreciar del mercat de l'empresa; juntament amb la similaritat de la màquina amb un ZX Spectrum, que va portar molta gent a percebre el QL com una cosa semblant a una joguina. Els fabricants de programari també van ser reticents a prestar suport al QL, a causa de la necessitat d'utilitzar cartutxos de Microdrive com a mitjà de distribució.

## Especificacions tècniques

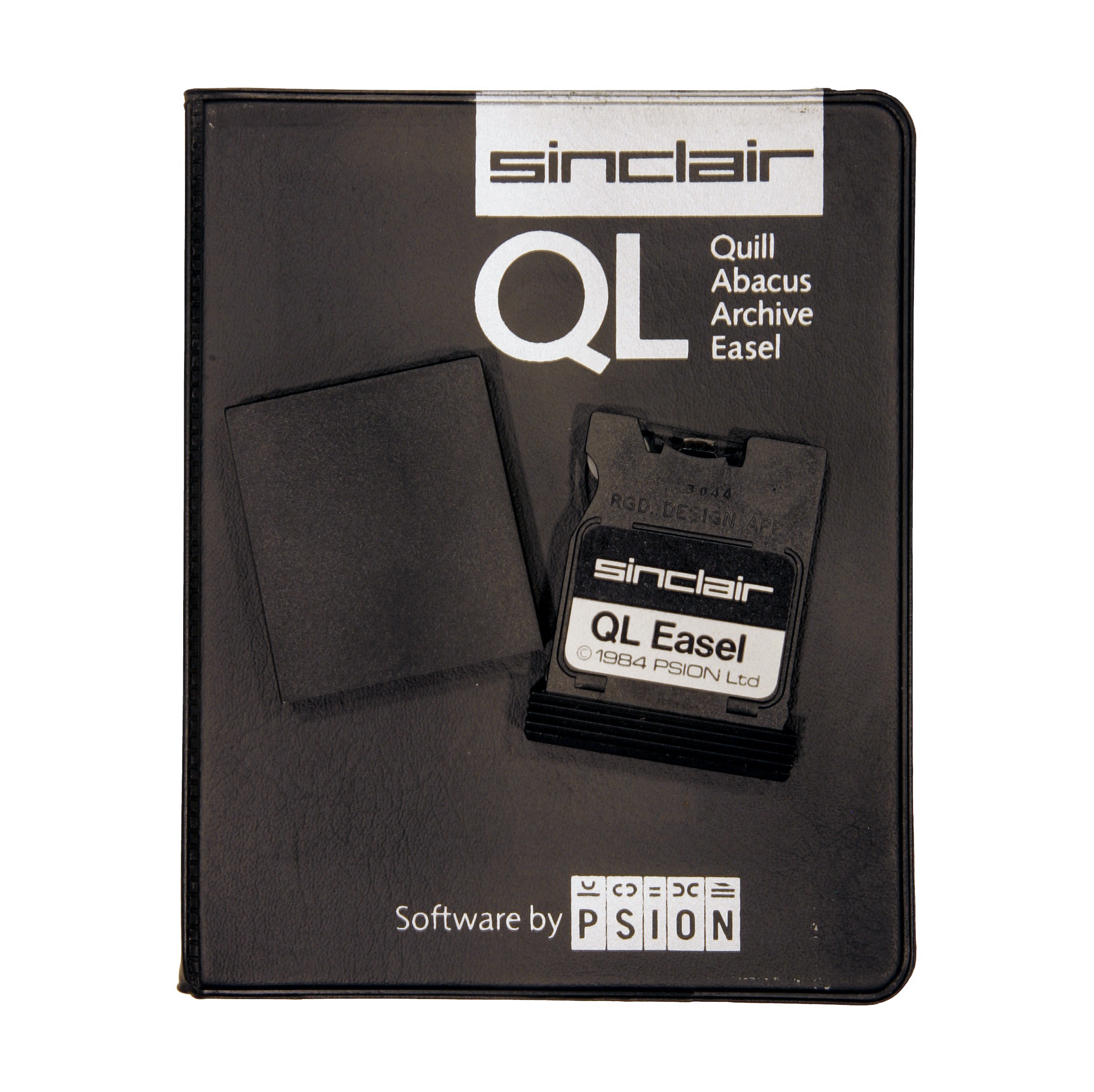
Paquet de programari d'aplicació Psion en cartutxos de Microdrive.

Físicament, el QL presenta un disseny que posteriorment s'empraria als models següents de Sinclair i Amstrad. Presenta a la seva dreta dues unitats de ZX Microdrive, inaugurant un estil de tot integrat secundat pel seu competidor Amstrad. Incorporava un microprocessador Motorola 68008 a 7,5 MHz, un xip ZX8302 com ALU, 48 KiB de memòria ROM, 128 KiB de RAM, i podia connectar-se a la TV o a un monitor RGB TTL. La ROM incloïa un potent sistema operatiu multitasca, el Sinclair QDOS que va ser dissenyat principalment per Tony Tebby i un BASIC avançat anomenat SuperBASIC dissenyat per Jan Jones. Afegia a més una suite ofimàtica en 4 cartutxos de Microdrive (processador de textos, full de càlcul, base de dades i editor gràfic) escrita per «Psion» que li augurava un futur molt prometedor entre els ordinadors de l'època (tot això molt abans que Microsoft llancés MS Windows i MS Office).
| Parts          | Especificacions | Especificacions |
| -------------- | --- | --------------- |
| UCP            | MC68008 a 7,5 MHz |                 |
| RAM            | 128 KiB - 728 KiB |                 |
| VRAM           | 32 KiB |                 |
| ROM            | 48 KiB - 64 KiB |                 |
| Teclat         | «xiclet», 65 tecles |                 |
| Monitor        | televisor o monitor; mode text: 40 x 25, 64 x 25 o 85 x 25; modes gràfics: 256 x 256 pixels (8 colors) o 512 x 256 (4 colors); 16 colors |                 |
| So             | un canal |                 |
| Ports          | connector RGB, 2 connectors RS232, 2 ports de Sinclair Network, port de cartutx, port d'expansió                                         |                 |
| Emmagatzematge | 2 Microdrives (100 KiB cada) |                 |